# 천안불무중학교
천안불무중학교(天安佛舞中學校)는 대한민국 충청남도 천안시 서북구 불당동에 있는 공립 중학교이다.

## 학교 연혁
- 2017년 3월 3일 : 제1회 입학식(298명)
- 2017년 4월 10일 : 개교식
- 2020년 1월 3일 : 제1회 졸업식(313명)
- 2024년 1월 5일 : 제5회 졸업식(310명)
- 2024년 3월 4일 : 제8회 입학식(330명)
- 2024년 9월 1일 : 제4대 최미선 교장 취임
- 2025년 1월 8일 : 제6회 졸업식(327명)
- 2025년 3월 4일 : 제9회 입학식(352명)

## 참고 자료
- 천안불무중학교 - 한국교육학술정보원 학교알리미